# Melanargia citrana
Melanargia citrana är en fjärilsart som beskrevs av Lambert-Joseph-Louis Lambillion 1903. Melanargia citrana ingår i släktet Melanargia och familjen praktfjärilar. Inga underarter finns listade i Catalogue of Life.